# Goebbels und Geduldig
Goebbels und Geduldig ist ein Fernsehfilm über die NS-Führungsriege im nationalsozialistischen Deutschland aus dem Jahr 2000. Der Film wurde aufgrund seiner Thematik zunächst zurückgehalten und erst am 20. November 2002 im ARD-Programm gezeigt.

## Handlung
Reichspropagandaminister Goebbels überlebt ein Attentat auf seine Person. Als Drahtzieher verdächtigt er den Reichsführer SS Heinrich Himmler, der auch einen Doppelgänger Goebbels’, den Juden Harry Geduldig, seit Jahren auf einer Festung gefangenhalten lässt. Goebbels vermutet nun, dass Himmler ihn ersetzen lassen will. Er begibt sich in das Gefängnis, um seinen Doppelgänger zu erschießen, was allerdings misslingt, weil seine Waffe nicht geladen ist. Wütend bleiben nur Goebbels und Geduldig im Raum, wonach es zu einer Verwechslung der beiden kommt.
Im Umfeld des Reichsministers hegt keiner einen Verdacht, nur Adjutant Brenneisen ist zunächst unsicher, lässt sich aber vom Fotografen Heinrich Hoffmann, der angeblich einen Juden auf 100 Meter Entfernung riechen könne, von Geduldigs Echtheit überzeugen. Bei einem Besuch auf dem Obersalzberg schöpft auch Hitler persönlich keinen Verdacht. Lediglich Magda Goebbels errät, was geschehen ist, und will Geduldig dazu zwingen, zurück in das Gefängnis zu fahren und ihren dort inhaftierten Ehemann zu ermorden. Auf der Fahrt dorthin wird Geduldig allerdings Opfer eines Attentats. Harry Geduldig ist sofort tot. Um den Anschlag zu vertuschen, wird der echte Joseph Goebbels, den die Eingeweihten für den Doppelgänger halten, aus der Burg geholt und wieder in sein Amt als Reichspropagandaminister eingesetzt.

## Hintergrund
Gedreht wurde der Berghof innen im Studio Baden-Baden. Die Motive suchte der Szenenbildner Götz Heymann in Neresheim und Umgebung, in der Schweiz und in Frankreich.

## Kritik
„Weitgehend überzeugende Komödie in guter Besetzung, die mit den Schrecken der Vergangenheit ihren erhellenden Scherz treibt und dabei mit einigen deutschen Tabus bricht.“

„Nach einem Drehbuch von Peter Steinbach inszenierte Kai Wessel eine brillante Politsatire, die das Thema von Charlie Chaplins "Der große Diktator" gekonnt variiert. Besonders gut: Ulrich Mühe in der Titel gebenden Doppelrolle.“